# Laumière (stanice metra v Paříži)
Laumière je nepřestupní stanice pařížského metra na lince 5 v 19. obvodu v Paříži. Nachází se pod Avenue Jean-Jaurès na křižovatce s Avenue de Laumière.

## Historie
Stanice byla otevřena 12. října 1942 při prodloužení linky 5 ze stanice Gare du Nord do Église de Pantin.

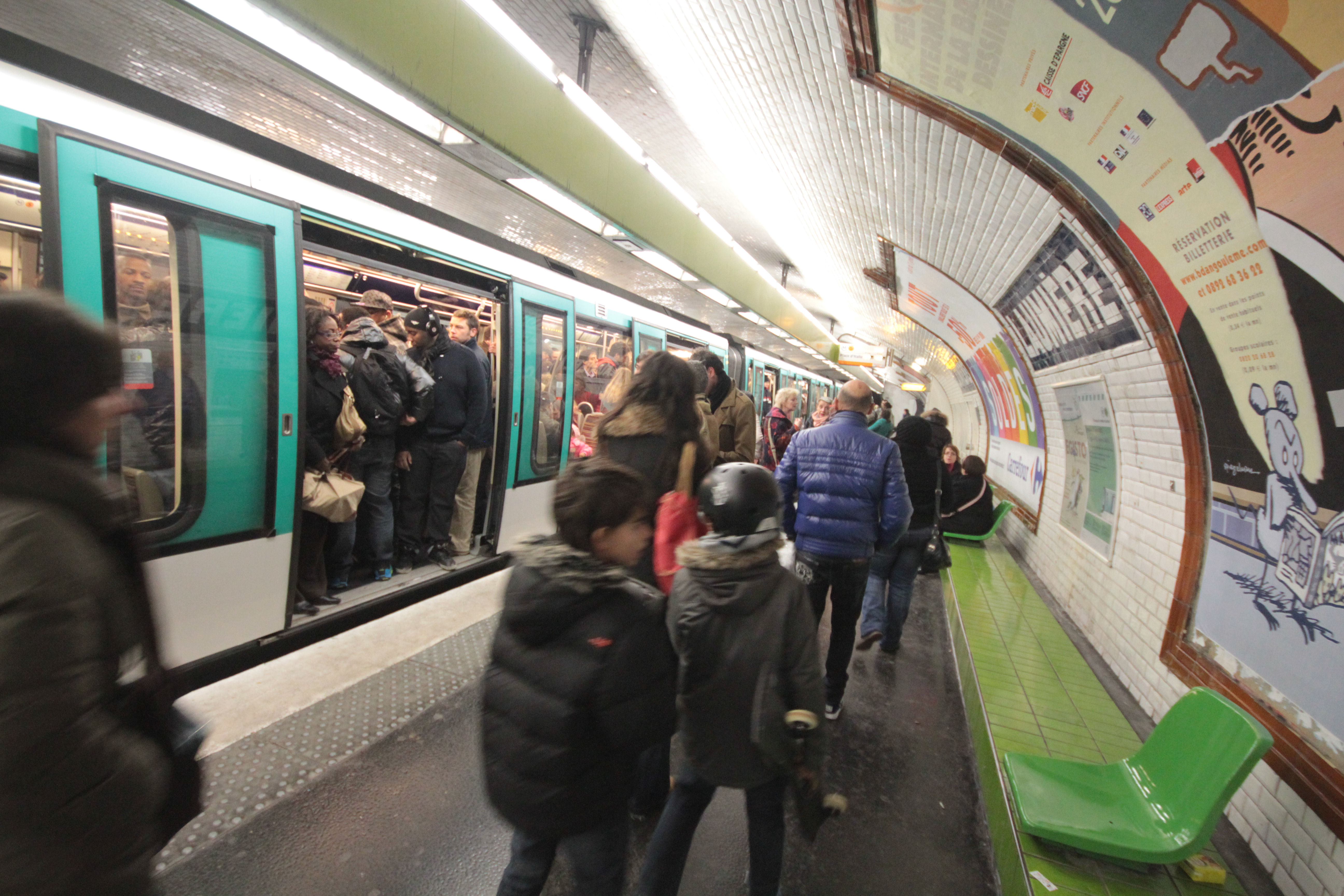

## Název
Jméno stanice je odvozeno od názvu Avenue de Laumière. Xavier Jean Marie Clément Vernhet de Laumière (1812–1863) byl generál dělostřelectva.

## Vstupy
Stanice má tři východy: eskalátor na Avenue Jean Jaurès slouží pouze pro výstup z nástupiště ve směru Bobigny – Pablo Picasso a dvě schodiště na Avenue de Laumière u domů č. 34 a 43.